# Pyrenowilmsia
Pyrenowilmsia is een monotypisch geslacht van schimmels uit de familie Pyrenulaceae. De typesoort is Pyrenowilmsia ferruginosa.